# Mariette Lydis
Mariette Lydis (Marietta Ronsperger) (Viena, 24 de agosto de 1887 - Buenos Aires, 26 de abril de 1970) fue una pintora e ilustradora austríaca que vivió en Argentina.

## Biografía
Hija de Franz Ronsperger y Eugenia Fischer, tuvo una hermana (Edith Ronsperger; 1880-1921) y un hermano, Richard Ronsperger (1881-1932). Se educó en su Viena natal y se casó muy joven con el industrial griego Jean Lydis estableciéndose en Atenas. 
Se separa en 1924 de Lydis y comienza su carrera artística profesional en Berlín, Florencia - reside en Fiesole durante un tiempo -y finalmente París en el Salón de Otoño de 1925 donde conoce a Massimo Bontempelli que la introduce en la sociedad parisina. 
Alcanza el éxito en las galerías de Montparnasse, vive en París entre 1926 y 1939, año en el que sale de Francia debido a la guerra rumbo a Londres con su amiga editora Erica Marx, sobrina de Karl Marx, con quien convive hasta su fallecimiento en 1970, instalándose en Winchcombe, Inglaterra, antes de partir hacia Argentina.
Expone con éxito en Londres, Bruselas, Ámsterdam, Viena, Venecia, Ginebra, Nueva York, Montevideo y Buenos Aires, adonde llega huyendo de la Segunda Guerra Mundial recién casada con el Conde Giuseppe Govone que conoce en París en 1924.
Integra el grupo de artistas europeos que desarrollan sus actividades en Buenos Aires, lejos de la contienda mundial, como Margarita Wallmann, su gran amiga.
En un accidente su marido oficial muere en Milán en 1948, la artista retorna a París brevemente para afincarse definitivamente en Buenos Aires, donde llegó a ser muy conocida por su obra figurativa en su mayoría retratos, desnudos y naturalezas de gran delicadeza y exquisitez.
Está enterrada en el Cementerio de la Recoleta de la ciudad de Buenos Aires.

## Obra

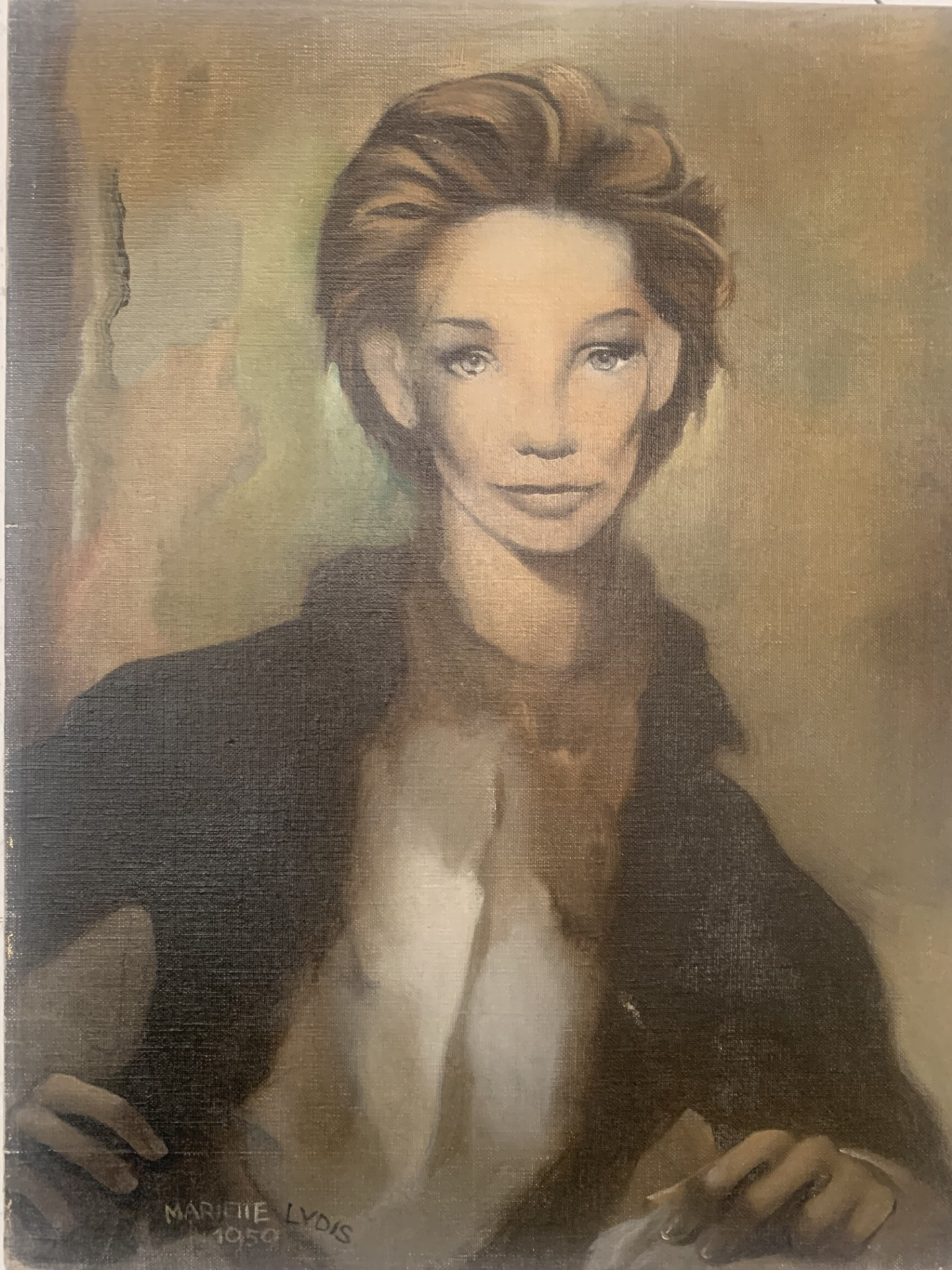
Mujer posando. Óleo en canvas. 1950. Colección privada.

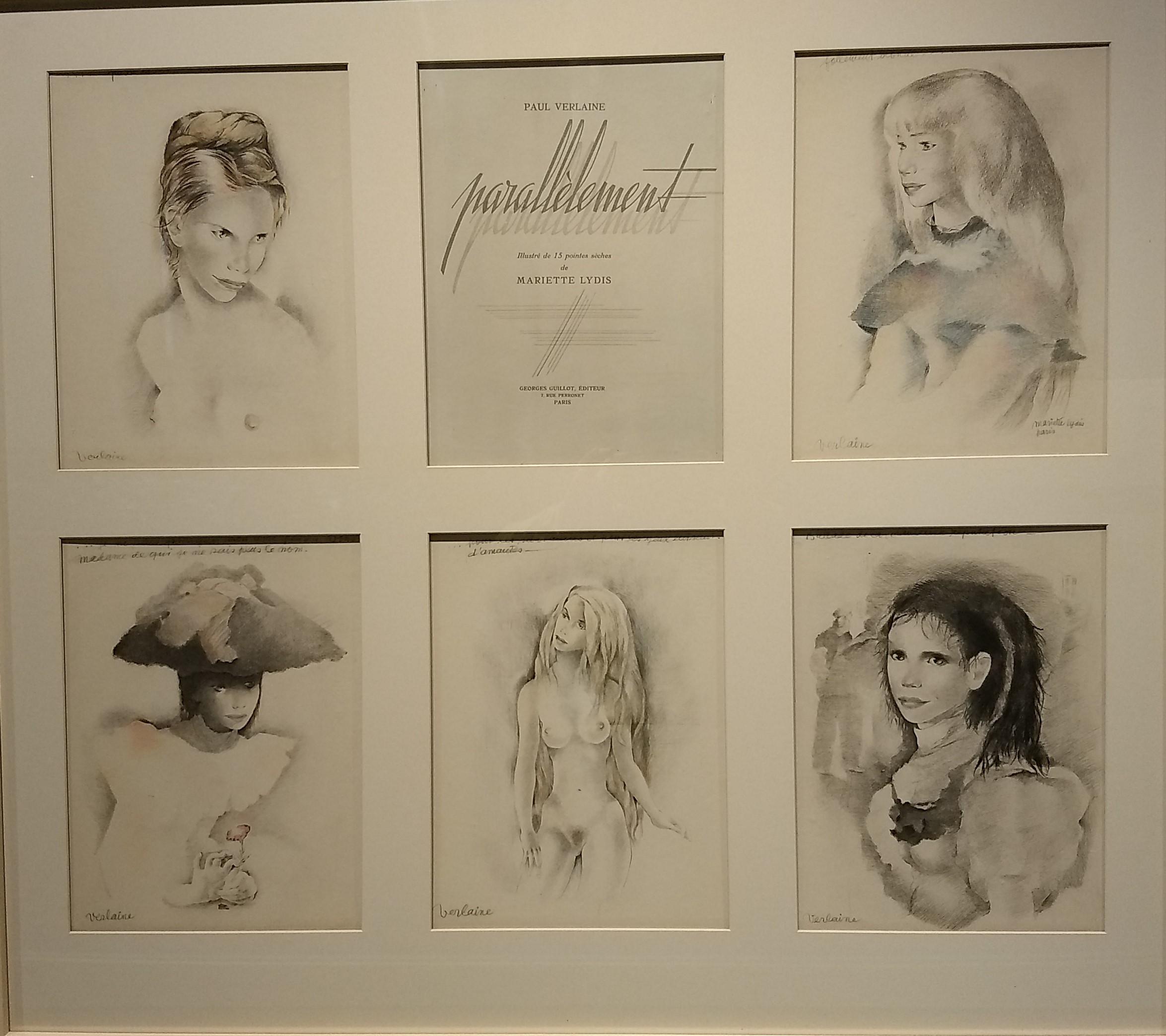
Ilustraciones del libro Parallelement, de Paul Verlaine. Georges Guillot, editor, Paris. Museo Sívori.

Pintora, dibujante, ilustradora de libros, e impresora, su obra es reconocida por sus delicados retratos, en general, de mujeres. En estos retratos, usualmente, sus modelos parecen melancólicos o en trance, soñando, en un estilo similar al de Tsuguharu Foujita. Varias de sus pinturas, especialmente de su última época, tienen un toque surrealista. Lydis también exploró temas eróticos, principalmente con temas lesbianos. Entre ellos se encuentran las ilustraciones en el libro Safo (1933), una edición privada de erótica explícita, que acompañan  poemas de la poetisa griega Safo.  
En una nota publicada en la revista Paris Montparnasse, en 1929, el Visconte Lascano Tegui comenta que en la obra de Lydis "la carne merodea."  
Sus obras se encuentran en varios museos, incluyendo el MoMA, Victoria and Albert Museum, Art Institute of Chicago, Museo Nacional de Bellas Artes, National Gallery of Scotland, Museum Catharijneconvent y el Fogg Art Museum de la Universidad de Harvard.
Antes de morir dona alrededor de setenta obras al Museo Sívori. 
En el año 2004, el Museo del Dibujo y la Ilustración de Buenos Aires, organiza la muestra Mujeres x Mujeres, Erotismo: Tres Miradas, en el Museo Eduardo Sívori, en la cual se exponen 20 obras suyas, acompañadas por otras tantas de Rebeca Guitelzon y Hemilce Saforcada.
En el año 2010 integra la muestra colectiva Grandes Autores, Grandes Ilustradores con un grabado que sirvió de ilustración para el libro Melancolía ( Editorial Kraft, 1950 ) de Pedro Miguel Obligado. Esta muestra se realiza en homenaje a la designación por parte de la UNESCO de la Ciudad de Buenos Aires como Capital Mundial del Libro durante 2011 y se presenta en el Museo Eduardo Sívori, en el Canal 7-La Televisión Pública y en la  37a. Feria Internacional de Libro de Buenos Aires.

## Publicaciones
- Mariette Lydis por Mariette Lydis, 1945, Editorial Viau, Buenos Aires.
- Mariette Lydis por Henry de Montherlant, 1938, Éditions des artistes d'aujourd'hui (París)
- Mariette Lydis - 2017 Editorial Ivan Rosado (Rosario) Serie Maravillosa Energía Universal
- http://www.buenosaires.gob.ar/museosivori/exposiciones/mariette-lydis-una-mirada-interior

## Ilustraciones
- Der Mantel der Träume : chinesische Novellen de Belá Balázs, Verlagsanstalt D. & R. Bischoff, Múnich, 1922.
- Liebesbillete gesetzt de Erik-Ernst Schwabach. Müller & Co., Verlag, Postsdam, 1924.
- Orientalisches traumbuch de Mariette Lydis. Müller & Co., Verlag, Postsdam, 1925.
- Le livre de Goha le Simple de Albert Adès y Albert Josipovici. La Connaissance, París, 1926.
- Le coran : quarante deux miniatures. Société du livre d'art ancient et moderne, París 1927.
- Lettre sur le serviteur châtié de Henry de Montherlant. Éditions des Cahiers libres, de 1927.
- Autres rhumbs  de Paul Valéry. Des Éditions de France, París, 1927.
- Criminelles: 24 eaux-fortes de Mariette Lydis. París. 1927.
- Colloque de le joie de Armand Godoy. Émile-Paul Frères, París, 1928.
- La découverte du monde de Helan Jaworski. Albin Michel, Éditeur, París, 1928.
- Le petit Jésus de Joseph Delteil. Aux Éditions du Delta, París, 1928.
- Le Zodiaque de Jane Regny. G. Govone Éditeur, París, 1928.
- Les fleurs du mal de Charles Baudelaire. G. Govone Éditeur, París, 1928.
- Vie de Saint Delteil de André de Richaud. La Nouvelle Société d'Édition, París, 1928.
- Le corbeau de Edgar Poe. Émile-Paul Frères, París, 1929.
- Mariette Lydis de Henry de Montherlant.  Édition des Artistes d'Aujourd'hui, París, 1938.
- Mozart en viaje a Praga de Eduard Mörike, Editorial Ricordi Americana, 1946.
- Parallelement de Paul Verlaine. Georges Guillot, Éditeur, París. 1949.
- Melancolias, Pedro Miguel Obligado